# Saint-Méloir-des-Ondes
Pour les articles homonymes, voir Saint-Méloir.
Saint-Méloir-des-Ondes est une commune française située dans le département d'Ille-et-Vilaine en région Bretagne, peuplée de 4 666 habitants.

## Géographie
Saint-Méloir-des-Ondes est située au sud-est de Saint-Malo, au nord de l'Ille-et-Vilaine.
La commune est située entre Saint-Malo et Cancale et sur la route du mont Saint-Michel. La gare de La Gouesnière - Cancale - Saint-Méloir-des-Ondes se trouve à 3 km du centre bourg, elle est desservie par la ligne de Rennes à Saint-Malo - Saint-Servan. Les lignes de bus ne desservent plus Saint-Méloir-des-Ondes, sauf les scolaires, remplacées par le transport à la demande depuis janvier 2025 par Transdev.
|                         | Saint-Coulomb                            | Cancale                |
| Saint-Malo              | Saint-Méloir-des-Ondes                   | Mer de la Manche       |
| Saint-Jouan-des-Guérets | Saint-Père-Marc-en-Poulet, La Gouesnière | Saint-Benoît-des-Ondes |

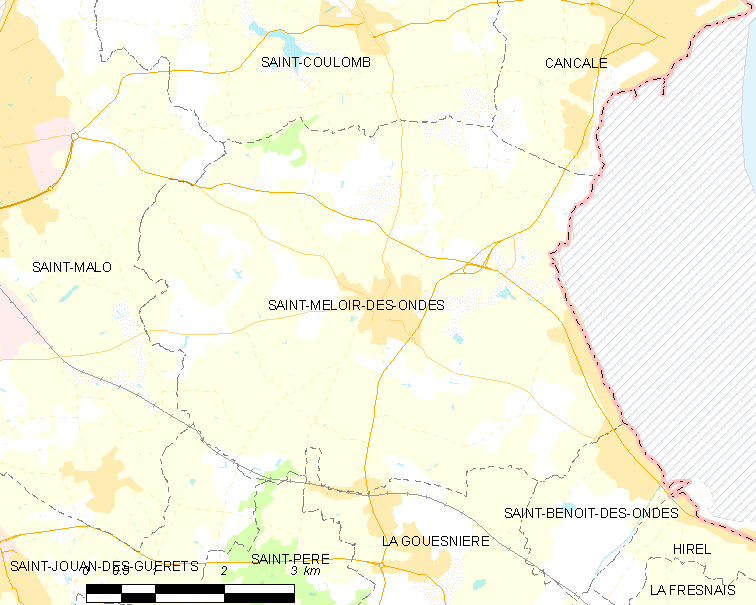
Carte de la commune.

### Hydrographie
Pour un article plus général, voir Réseau hydrographique d'Ille-et-Vilaine.
La commune est située dans le bassin Loire-Bretagne. Elle est drainée par le Routhouan et le ruisseau de Rocmel,le ruisseau de Sainte-Suzanne,,.

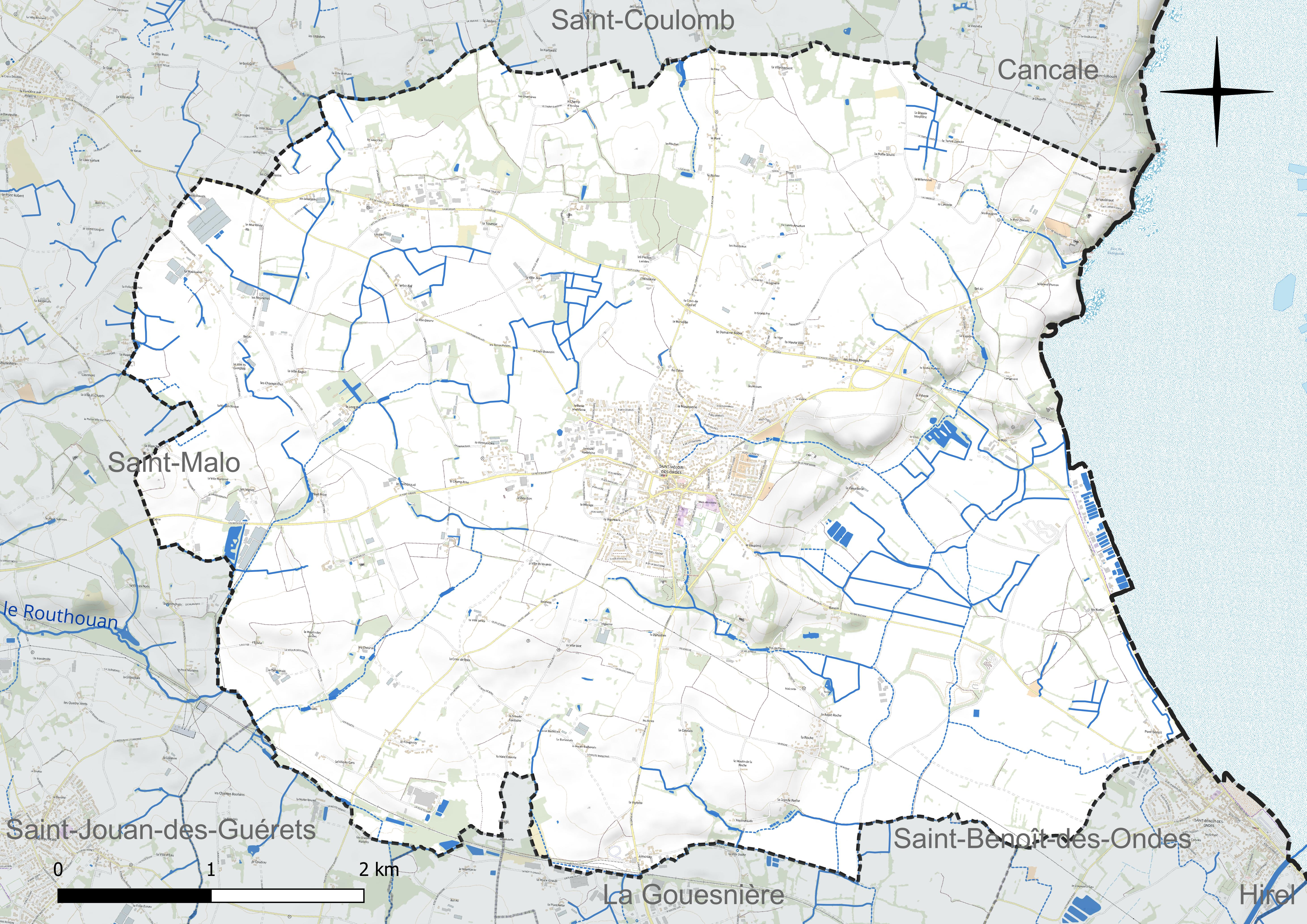
Réseau hydrographique de Saint-Méloir-des-Ondes.

### Climat
Le climat qui caractérise la commune est qualifié, en 2010, de « climat océanique franc », selon la typologie des climats de la France qui compte alors huit grands types de climats en métropole. En 2020, la commune ressort du type « climat océanique » dans la classification établie par Météo-France, qui ne compte désormais, en première approche, que cinq grands types de climats en métropole. Ce type de climat se traduit par des températures douces et une pluviométrie relativement abondante (en liaison avec les perturbations venant de l'Atlantique), répartie tout au long de l'année avec un léger maximum d'octobre à février.
Les paramètres climatiques qui ont permis d'établir la typologie de 2010 comportent six variables pour les températures et huit pour les précipitations, dont les valeurs correspondent à la normale 1971-2000. Les sept principales variables caractérisant la commune sont présentées dans l'encadré ci-après.
| Paramètres climatiques communaux sur la période 1971-2000 - Moyenne annuelle de température : 11,4 °C - Nombre de jours avec une température inférieure à −5 °C : 1,2 j - Nombre de jours avec une température supérieure à 30 °C : 0,7 j - Amplitude thermique annuelle : 11,7 °C - Cumuls annuels de précipitation : 727 mm - Nombre de jours de précipitation en janvier : 12,2 j - Nombre de jours de précipitation en juillet : 6,6 j |

Avec le changement climatique, ces variables ont évolué. Une étude réalisée en 2014 par la Direction générale de l'Énergie et du Climat complétée par des études régionales prévoit en effet que la  température moyenne devrait croître et la pluviométrie moyenne baisser, avec toutefois de fortes variations régionales. La station météorologique de Météo-France installée sur la commune et mise en service en 1989 permet de connaître l'évolution des indicateurs météorologiques. Le tableau détaillé pour la période 1981-2010 est présenté ci-après.
| Mois                                  | jan.             | fév.            | mars        | avril           | mai            | juin          | jui.        | août           | sep.           | oct.            | nov.          | déc.          | année      |
| ------------------------------------- | ---------------- | --------------- | ----------- | --------------- | -------------- | ------------- | ----------- | -------------- | -------------- | --------------- | ------------- | ------------- | ---------- |
| Température minimale moyenne (°C)     | 3,9              | 4               | 5,3         | 6,2             | 9,3            | 11,8          | 13,7        | 13,6           | 11,6           | 9,4             | 6,1           | 4,1           | 8,3        |
| Température moyenne (°C)              | 6,4              | 6,8             | 8,6         | 9,9             | 13,3           | 15,8          | 17,8        | 17,9           | 15,7           | 12,8            | 9             | 6,6           | 11,7       |
| Température maximale moyenne (°C)     | 8,9              | 9,6             | 12          | 13,7            | 17,3           | 19,8          | 22          | 22,3           | 19,9           | 16,2            | 11,9          | 9             | 15,2       |
| Record de froid (°C) date du record   | −10,5 02.01.1997 | −9,5 08.02.1991 | −3 02.03.04 | −1,5 03.04.1996 | 1,5 07.05.1997 | 5 14.06.05    | 7 31.07.07  | 5,5 29.08.1993 | 3,5 28.09.1990 | −3,5 30.10.1997 | −4,5 18.11.07 | −6 29.12.1996 | −10,5 1997 |
| Record de chaleur (°C) date du record | 15,5 19.01.07    | 18 23.02.1990   | 22 20.03.05 | 25,5 29.04.1994 | 29 27.05.05    | 32,5 19.06.05 | 34 18.07.06 | 39,5 05.08.03  | 31 20.09.03    | 25 13.10.1990   | 19 01.11.1999 | 16 05.12.07   | 39,5 2003  |
| Précipitations (mm)                   | 60,9             | 57,6            | 48,3        | 59,5            | 59,7           | 47            | 46,1        | 55,6           | 62,6           | 85,5            | 86            | 83,1          | 751,9      |

## Urbanisme

### Typologie
Au 1er janvier 2024, Saint-Méloir-des-Ondes est catégorisée bourg rural, selon la nouvelle grille communale de densité à sept niveaux définie par l'Insee en 2022.
Elle appartient à l'unité urbaine de Saint-Méloir-des-Ondes, une unité urbaine monocommunale constituant une ville isolée,. Par ailleurs la commune fait partie de l'aire d'attraction de Saint-Malo, dont elle est une commune de la couronne,. Cette aire, qui regroupe 35 communes, est catégorisée dans les aires de 50 000 à moins de 200 000 habitants,.
La commune, bordée par la Manche, est également une commune littorale au sens de la loi du 3 janvier 1986, dite loi littoral. Des dispositions spécifiques d'urbanisme s'y appliquent dès lors afin de préserver les espaces naturels, les sites, les paysages et l'équilibre écologique du littoral, tel le principe d'inconstructibilité, en dehors des espaces urbanisés, sur la bande littorale des 100 mètres, ou plus si le plan local d'urbanisme le prévoit.

### Occupation des sols
L'occupation des sols de la commune, telle qu'elle ressort de la base de données européenne d'occupation biophysique des sols Corine Land Cover (CLC), est marquée par l'importance des territoires agricoles (93,7 % en 2018), en diminution par rapport à 1990 (95,8 %). La répartition détaillée en 2018 est la suivante : 
terres arables (67,9 %), zones agricoles hétérogènes (25,7 %), zones urbanisées (4,9 %), forêts (1 %), zones industrielles ou commerciales et réseaux de communication (0,2 %), prairies (0,1 %), espaces ouverts, sans ou avec peu de végétation (0,1 %), zones humides côtières (0,1 %). L'évolution de l'occupation des sols de la commune et de ses infrastructures peut être observée sur les différentes représentations cartographiques du territoire : la carte de Cassini (XVIIIe siècle), la carte d'état-major (1820-1866) et les cartes ou photos aériennes de l'IGN pour la période actuelle (1950 à aujourd'hui).

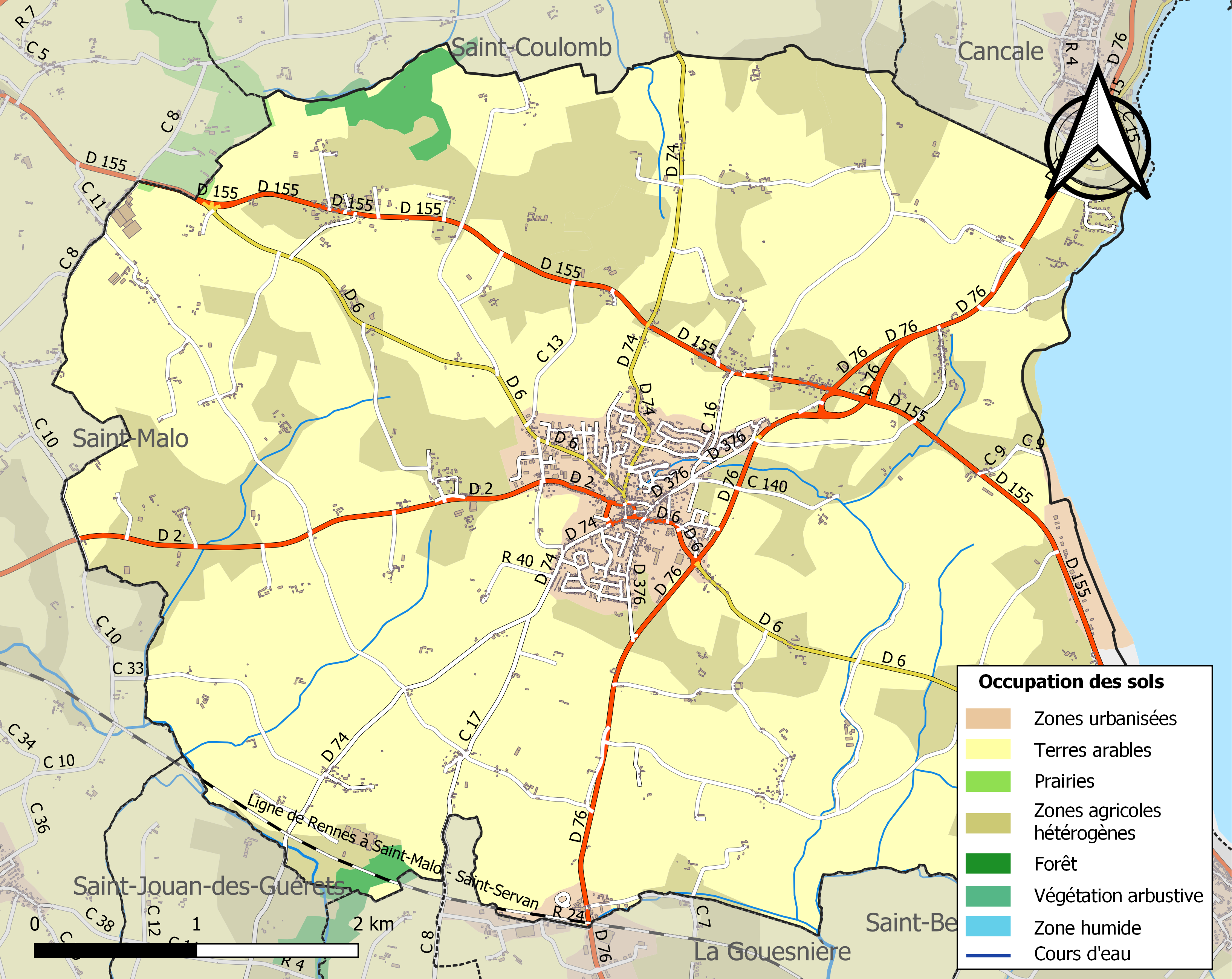
Carte des infrastructures et de l'occupation des sols de la commune en 2018 (CLC).

## Toponymie
Le nom de la localité est attesté sous les formes Ecclesia Sancti Meler au XIe siècle, ecclesia Sancti Melorii en 1191, ecclesia de Sancto Mellorio de Undis au XVIe siècle.
Saint-Méloir-des-Ondes vient du prieuré dédié à saint Méloir, ermite et martyr breton du VIe siècle, fondé par l'abbaye du Mont Saint-Michel au XIe siècle.
Durant la Révolution, la commune porte le nom de Méloir-Richeux.
Son nom est Saint-Mleï en gallo.

## Héraldique
| Blason de Saint-Méloir-des-Ondes | Blason  | Parti : au premier d'azur à la main dextre appaumée d'argent, au second d'argent aux deux fasces ondées de sinople ; le tout sommé d'un chef d'or chargé d'une fleur de lys de gueules, accostée de deux coquilles cousues d'argent. |
| Blason de Saint-Méloir-des-Ondes | Détails | |

### Administration municipale

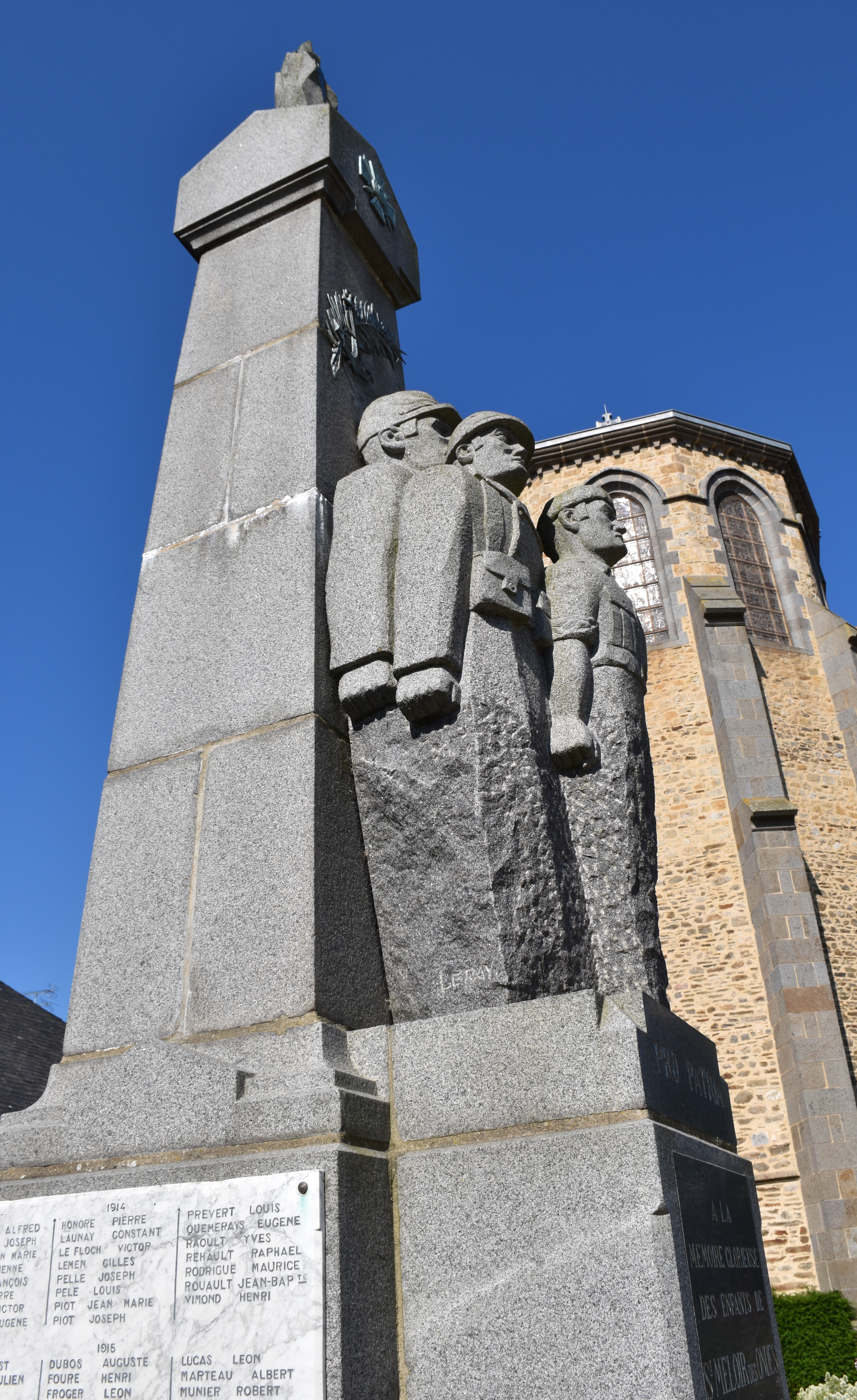
Le monument aux morts.

## Politique et administration

### Équipements
La commune dispose de deux écoles, une cantine municipale, ainsi que d'un centre de loisirs.
L'EHPAD Résidence de la Baie est situé dans le bourg, près de toutes les commodités.
Une médiathèque municipale, Le Relais des Voyageurs.

## Démographie
L'évolution du nombre d'habitants est connue à travers les recensements de la population effectués dans la commune depuis 1793. Pour les communes de moins de 10 000 habitants, une enquête de recensement portant sur toute la population est réalisée tous les cinq ans, les populations de référence des années intermédiaires étant quant à elles estimées par interpolation ou extrapolation. Pour la commune, le premier recensement exhaustif entrant dans le cadre du nouveau dispositif a été réalisé en 2005.
En 2022, la commune comptait 4 666 habitants, en évolution de +15,72 % par rapport à 2016 (Ille-et-Vilaine : +5,46 %, France hors Mayotte : +2,11 %).
| 1793  | 1800  | 1806  | 1821  | 1831  | 1836  | 1841  | 1846  | 1851  |
| ----- | ----- | ----- | ----- | ----- | ----- | ----- | ----- | ----- |
| 2 174 | 2 237 | 2 454 | 2 718 | 3 056 | 3 170 | 3 180 | 3 174 | 3 171 |

| 1856  | 1861  | 1866  | 1872  | 1876  | 1881  | 1886  | 1891  | 1896  |
| ----- | ----- | ----- | ----- | ----- | ----- | ----- | ----- | ----- |
| 3 156 | 3 229 | 3 263 | 3 098 | 3 168 | 3 067 | 3 067 | 2 974 | 2 884 |

| 1901  | 1906  | 1911  | 1921  | 1926  | 1931  | 1936  | 1946  | 1954  |
| ----- | ----- | ----- | ----- | ----- | ----- | ----- | ----- | ----- |
| 2 943 | 3 190 | 3 032 | 2 692 | 2 784 | 2 660 | 2 523 | 2 540 | 2 520 |

| 1962  | 1968  | 1975  | 1982  | 1990  | 1999  | 2005  | 2006  | 2010  |
| ----- | ----- | ----- | ----- | ----- | ----- | ----- | ----- | ----- |
| 2 413 | 2 486 | 2 320 | 2 322 | 2 588 | 2 995 | 3 358 | 3 433 | 3 732 |

| 2015  | 2020  | 2022  | - | - | - | - | - | - |
| ----- | ----- | ----- | - | - | - | - | - | - |
| 4 014 | 4 444 | 4 666 | - | - | - | - | - | - |

## Économie
La commune de Saint-Méloir-des-Ondes est principalement tournée vers l'agriculture. Il existe à Saint-Méloir un marché au cadran pour la vente des légumes.
Il existe quelques entreprises artisanales (soufflage de verre notamment). Une zone artisanale est sortie de terre à l'entrée de la ville. Saint-Malo Agglomération finance ce projet.
Dans le centre bourg, on trouve des commerces variés (crêperie, restaurant, bar tabac, café, boulangeries, banques, pharmacie…).
L'industrie est présente par l'usine Faurecia Automotive Composites, ex-Sotira Automotive, qui fabrique des composites et emploie 140 personnes.

## Lieux et monuments

### Édifices religieux

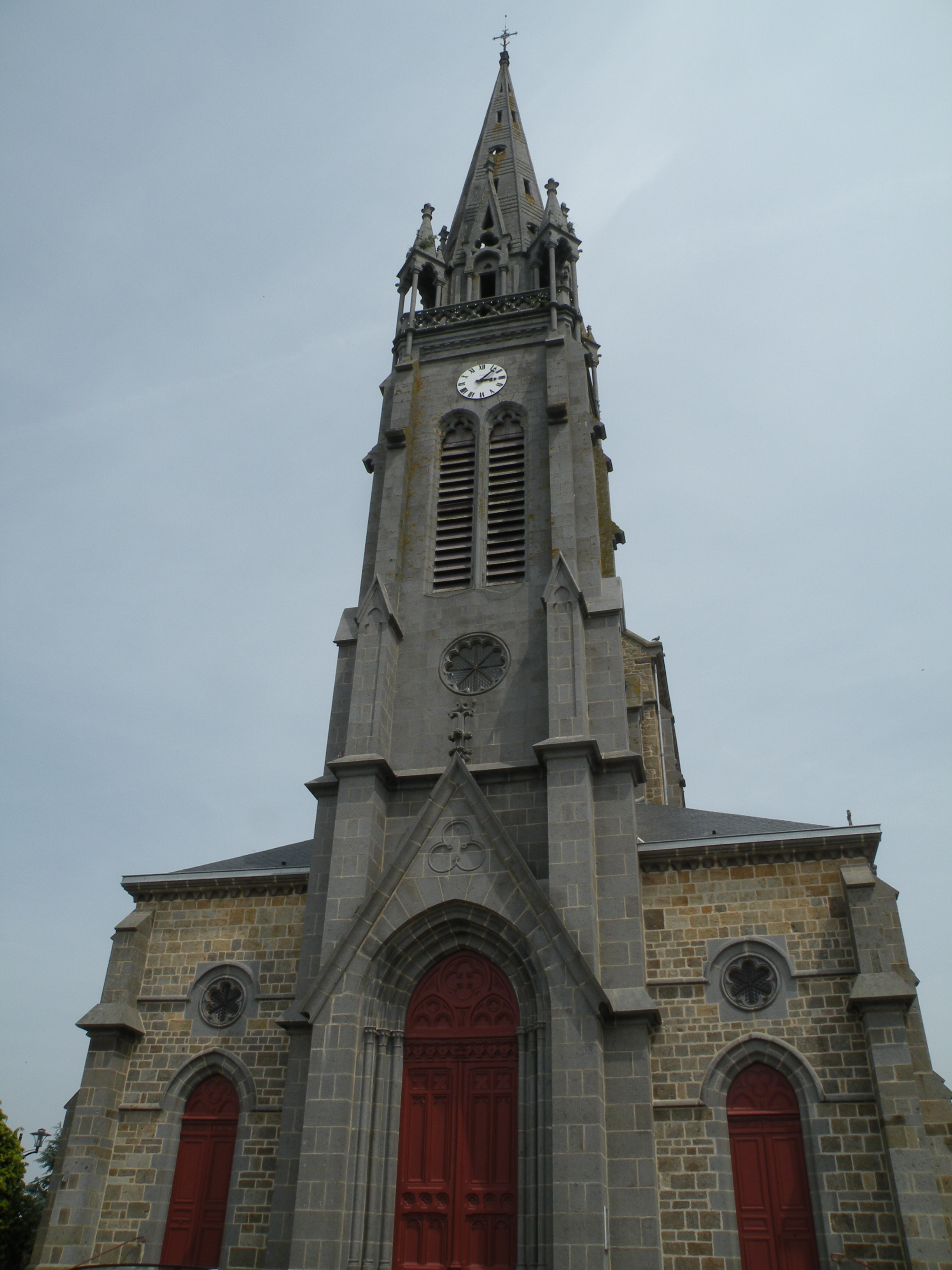
L'église Saint-Méloir.

- L'église paroissiale Saint-Méloir, construite en 1860 sur les plans de Jean-Baptiste Gabriel Frangeul[32].

### Édifices publics

#### Malouinières, manoirs, et châteaux
- Malouinière de la Bardoulais, logis à cinq travées et chapelle de 1720 pour la famille Nouail.
- Malouinière du Demaine ou du Mur Blanc, malouinière du XVIIIe siècle,  Inscrit MH (1993)[33].
- Malouinière de Vaulérault, édifiée au XVIIIe siècle,  Inscrit MH (1993)[34] Construction de Siméon Garangeau, vers 1720 .
- Malouinière du Parc, village de la Saudrais
- Malouinière du Grand Val Ernoul, du XVIIIe siècle,  Inscrit MH (2013)[35] (familles de La Mennais et Blaize de Maisonneuve).

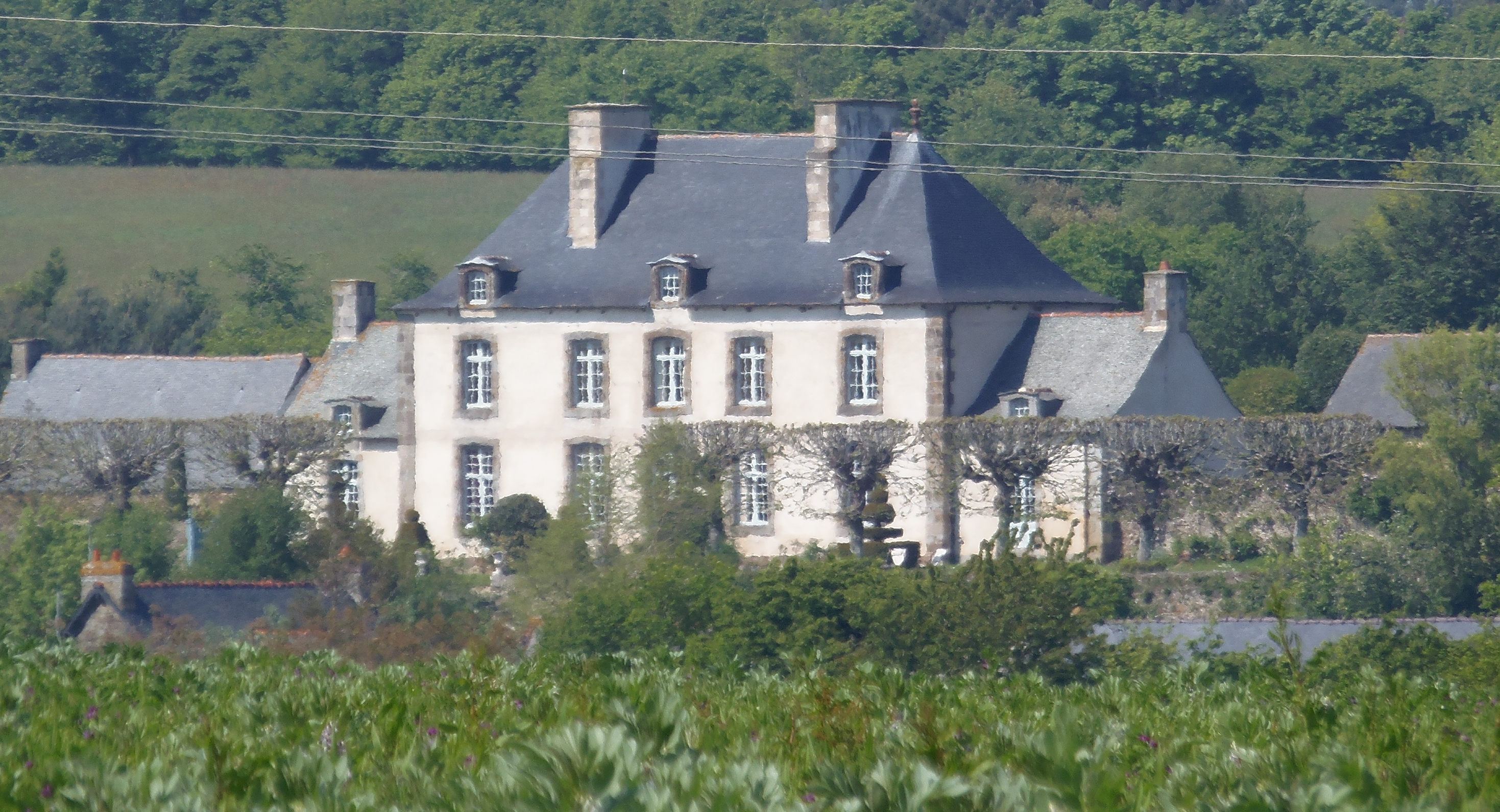
Le Val Ernoul.

- Malouinière de la Ville Gilles, construite en 1720 pour la famille Le Nouail, faisant commerce de toiles au travers la Compagnie francaise des Indes orientales.
- Manoir des Bardoul
- Château de Lourdes : Famille Herbert de La Portbarré
- Château de Portbarré : familles Herbert de La Portbarré et Fournier de Bellevue.

### Sites naturels
- La plage de Porcon en baie de Radegonde (château du Vaulérault et château de Beauregard) avec son point de vue sur la baie du mont Saint-Michel.

## Activité et manifestations
- Salon des Antiquaires, début août chaque année, créé en juillet 1974[36].

## Personnalités liées à la commune
- Eugène de Savoie-Carignan, comte de Villafranca (1753-1785) s'est marié à Saint-Méloir en 1781.
- Marie Eugène Charles Tuffin de La Rouërie (1765-1796), chef chouan, y est mort en 1796.
- Edmond Miniac (1884-1947), avocat général à la cour de cassation, issu de la famille Miniac, laboureurs à la Ville Coeuru en Saint-Méloir.
- Joseph Pouliquen (1897-1988), premier commandant de l'escadrille Normandie-Niemen, est inhumé dans la commune.